# William Robert Galbraith
William Robert Galbraith (* 7. Juli 1829 in Stirling, Schottland; † 5. Oktober 1914 in London) war ein britischer Bau- und Eisenbahningenieur, der in seiner über 40-jährigen Tätigkeit für die London and South Western Railway zwischen 1862 und 1907 fast alle ihre Eisenbahnstrecken und -brücken entwarf und ihren Bau überwachte.

## Leben
Der Sohn eines Rechtsanwalts besuchte die Stirling Academy und das Glasgow College. Mit 17 begann er seine Ausbildung bei Locke and Errington, einer Ingenieurfirma mit Eisenbahnprojekten in Großbritannien und auf dem Kontinent, die ihn bald in ihrem Londoner Büro mit Projekten der London and South Western Railway beschäftigten.
Nach dem Tod von Mr. Errington im Jahr 1862 wurde er von dieser Gesellschaft zum leitenden Ingenieur für ihre neuen Projekte ernannt, der sich auch um ihre Genehmigung durch das Parlament zu kümmern hatte.
1892 gründete er ein Ingenieurbüro zusammen mit R. F. Church, das auch für andere Eisenbahngesellschaften tätig wurde. Das Büro plante und überwachte unter anderem die Modernisierung und Erweiterung der Southampton-Docks, die die London and South Western Railway 1892 erworben hatte, und den Bau der Baker Street and Waterloo Railway, die später als Bakerloo Line der London Underground bekannt wurde.
In den 1890er Jahren beriet er auch die North British Railway in allen parlamentarischen Angelegenheiten.
1907 zog er sich aus dem aktiven Leben als Ingenieur zurück.

## Projekte (Auswahl)
Zu den von ihm geplanten Projekten gehören:
- Kew Railway Bridge (1869)
- Meldon Viaduct (1874/1879)
- Swanage Railway (1885)
- Hockley Railway Viaduct (1891)
- Erweiterung der Southampton-Docks (ab 1892)
- Waterloo & City Line (1898)
- Bakerloo Line (1906)
- Calstock Viaduct (1907)